# Casa Cravotto
Das Casa Cravotto ist ein Bauwerk in der uruguayischen Landeshauptstadt Montevideo.
Das in den Jahren 1932 bis 1933 errichtete Gebäude befindet sich im Barrio Punta Carretas an der Grenze zu Pocitos an der Avenida Sarmiento 2360, Ecke Mariscal Estgarribia, einer Nebenstraße des Bulevar Artigas. Für den Bau zeichnete als Architekt Mauricio Cravotto verantwortlich. Das vierstöckige Gebäude wurde als Wohnhaus und Studio konzipiert.
Seit 1990 ist das Casa Cravotto als Monumento Histórico Nacional klassifiziert.